# Bukavu
Bukavu er en by i den østlige del af Demokratiske Republik Congo, der er provinshovedstad i provinsen Sud-Kivu, med et indbyggertal (pr. 2004) på cirka 476.000. Byen ligger ved breden af Kivusøen, der danner grænse til nabolandene Rwanda og Burundi.